# Niżniaja Worobża
Niżniaja Worobża (ros. Нижняя Воробжа) – wieś (ros. деревня, trb. dieriewnia) w zachodniej Rosji, w sielsowiecie czernicynskim rejonu oktiabrskiego w obwodzie kurskim.

## Geografia
Miejscowość położona jest nad Worobżą (lewy dopływ Sejmu), 3,5 km od centrum administracyjnego sielsowietu (Czernicyno), 1 km na południowy zachód od centrum administracyjnego rejonu (Priamicyno), 16 km na południowy zachód od Kurska, 10 km od drogi magistralnej (federalnego znaczenia) M2 «Krym».
We wsi znajdują się ulice: Jubilejnaja, Sielskaja i Zapolnaja (133 posesje).
Klimat
Miejscowość, jak i cały rejon, znajduje się w strefie klimatu kontynentalnego z łagodnym ciepłym latem i równomiernie rozłożonymi opadami rocznymi (Dfb w klasyfikacji klimatów Köppena).

## Demografia
W 2010 r. wieś zamieszkiwało 365 osób.